# 马蒂·莱赫德
马蒂·莱赫德（芬蘭語：Matti Lähde，1911年5月14日—1978年5月2日），芬兰男子越野滑雪运动员。他曾代表芬兰参加1936年冬季奥林匹克运动会越野滑雪比赛，获得男子4×10公里接力金牌。